# Utetheisa tenuella
Utetheisa tenuella là một loài bướm đêm thuộc phân họ Arctiinae, họ Erebidae.